# Циммерман, Пауль
Пауль Циммерман (нем. Paul Zimmerman; 2 июля 1895, Мюнстер, Германская империя — 21 мая 1980, Мюнстер, ФРГ) — бригадефюрер СС, генерал-майор полиции, руководитель СС и полиции в Николаеве.

## Биография
Пауль Циммерман родился 2 июля 1895 года в семье земельного советника по строительству. После посещения школы изучал строительное дело и геополитику в Ганновере. По окончании обучения получил диплом инженера. Циммерман работал в Рейхсбане и на предприятиях, занимающихся строительством мостов.
В 1931 году вступил в НСДАП (билет № 940783). В 1932 году стал работником имперской службы труда в гау Северный Рейн-Вестфалия. После прихода к власти нацистов в 1933 году был назначен областным руководителем имперской трудовой службы для округа Северный Рейн-Вестфалия. 1 августа 1933 года был зачислен в ряды СС (№ 276856). 20 апреля 1938 года получил звание оберфюрера, а 1 августа 1940 — бригадефюрера СС. 
В 1933 году в течение короткого времени был членом ландтага провинции Вестфалии. Во время выборов в рейхстаг в 1936 году безуспешно баллотировался от нацистской партии. В 1936 году стал руководителем национал-политического воспитательного учреждения в Плёне. В 1936 году в течение нескольких месяцев занимал должность начальника штаба оберабшнита СС «Эльба». С того же года был руководителем имперского ведомства по металлу в имперском министерстве экономики. С октября 1938 года состоял в попечительском совете института исследования металла имени Кайзера Вильгельма. 
В 1941 году был назначен военно-административным руководителем в центральном торговом обществе «Восток». Изначально в 1941 году возглавил экономическую группу «Вильн Норд», а с 1942 года 3-ю группу Wi a (Балтика) в Имперском министерстве оккупированных восточных территорий. По мнению историка Кристиана Герлаха, Циммерман был «специалистом Гиммлера по важным экономическим вопросам» в рамках предполагаемой экономической эксплуатации Советского Союза. В 1942/1943 годах был офицером связи имперского министерства экономики при верховном главнокомандовании вермахта. Кроме того, ему было поручено создание будущей гражданской администрации в Азербайджане, где должна была добываться нефть.
В январе 1943 года ему был присвоен чин генерал-майора полиции. В середине февраля 1943 года Циммерман был откомандирован в Могилёв к высшему руководителю СС и полиции «Россия-Центр». С мая по октябрь 1943 года был руководителем СС и полиции в Николаеве. Впоследствии был переведён к высшему руководителю СС и полиции в Италии, где был задействован в подавлении восстаний, и где встретился с дипломатов Рудольфом Раном. В конце войны поступил на службу в верховное командование вермахта.

### После войны
Перед окончанием войны попал в американский плен. Циммермана допросили в качестве свидетеля на Нюрнбергском процессе. После освобождения работал в сфере промышленности. С 1952 года состоял в кружке Наумана, неонацистской организации. В 1953 году недолго находился под арестом. Умер в 1980 году.